# Gaje Siteńskie
Gaje Siteńskie (ukr. Гаї Ситенські, ros. Гаи Ситенские) – przystanek kolejowy w miejscowości Gaiki Siteńskie, w rejonie dubieńskim, w obwodzie rówieńskim, na Ukrainie.